# Gary Cormack
Gary Cormack (Kenora, Ontario, 27 de mayo de 1950-Surrey, Columbia Británica, 4 de noviembre de 2024) fue un jugador de curling en silla de ruedas y campeón paralímpico canadiense.

## Equipos
| Temporada | Skip          | Third            | Second       | Lead           | Alterno               | Entrenador   | Evento              |
| --------- | ------------- | ---------------- | ------------ | -------------- | --------------------- | ------------ | ------------------- |
| 2005-06   | Chris Daw     | Gerry Austgarden | Gary Cormack | Sonja Gaudet   | Karen Blachford (WPG) |              | CWhCC 2006 WPG 2006 |
| 2006-2007 | Chris Daw     | Gerry Austgarden | Gary Cormack | Sonja Gaudet   | Ina Forrest           | Joe Rea      | WWhCC 2007 (cuarto) |
| 2007-08   | Vecino Darryl | Gerry Austgarden | Ina Forrest  | Sonja Gaudet   | Gary Cormack          | Joe Rea      | WWhCC 2008 (cuarto) |
| 2009-10   | Gary Cormack  | Verde intenso    | Vince Miele  | Corinne Jensen | Samantha Siu          | Len Stewart  | CWhCC 2010          |
| 2010-11   | Gary Cormack  | Frank LaBounty   | Vince Miele  | Alison Duddy   |                       |              | CWhCC 2011 (cuarto) |
| 2012-13   | Gary Cormack  | Frank LaBounty   | Vince Miele  | Alison Duddy   | Samantha Siu          | Karen Watson | CWhCC 2013          |
| 2013–14   | Vecino Darryl | Frank LaBounty   | Vince Miele  | Alison Duddy   | Gary Cormack          | Karen Watson | CWhCC 2014 (quinto) |
| 2018-19   | Vecino Darryl | Bob Macdonald    | Gary Cormack | Janice Ing     |                       | Vic Shimizu  | CWhCC 2019 (noveno) |
| 2019-20   | Bob Macdonald | Alison Duddy     | Gary Cormack | Vince Miele    |                       |              | [ 10 ]              |